# 長崎材木店
株式会社長崎材木店（ながさきざいもくてん）は、福岡県古賀市に本社を置く住宅設計・施工会社である。1897年（明治30年）に創業し、木造住宅を中心とした設計・建築、不動産事業、リフォーム、リノベーション、外構工事などを行っている。

## 概要
1897年に長崎券次郎が創業したものであり、古賀町誌で同地における創業年の古い企業の一つに挙げられている。1948年に株式会社長崎材木店として会社化する。
創業当初は材木商として製材・流通業を営んでいたが、1970年代以降に建築請負業へと転換し、2007年に同社に併設する形で長崎材木店一級建築士事務所を事務所登録して設計業務も開始する。

## 特徴
2003年頃から、宮崎県西臼杵郡の林業者と提携し、西臼杵型産直住宅システムとして産直住宅の建築を開始している。このシステムでは、林業者が設定した立木価格で木材を直接購入し、再造林を考慮した価格設定を行っている。また、山主との交流や伐採・造林現場の見学ツアーも実施している。
2009年には、建築家の趙海光が展開する現代町家運動に参加し、同年に「博多・現代町家」がグッドデザイン賞を受賞した。2010年にも「土塁の家」で同賞を受賞している。また、古民家のリノベーションも行っている。

## 活動拠点
- 本社・古賀展示場（福岡県古賀市天神5丁目10-3）
- 博多スタジオ（福岡市博多区古門戸町10-20）
- 久留米スタジオ（久留米市野中町413-1）
- 古賀市内にてリノベスタジオ「古寓-KOGŪ-」を運営
- デザインオフィス「LANDSHIP」（福津市宮司浜）